# Fontaines protégées aux monuments historiques en Pays de la Loire
Cet article dresse la liste des fontaines protégées au titre des monuments historiques dans la région des Pays de la Loire, en France.

## Liste
| Nom                                              | Commune           | Département      | Identifiant Mérimée   | Protection | Date | Coordonnées                 | Photo |
| ------------------------------------------------ | ----------------- | ---------------- | --------------------- | ---------- | ---- | --------------------------- | ----- |
| Fontaine Saint-Denis                             | Mauves-sur-Loire  | Loire-Atlantique | PA44000055            | Inscrit    | 2012 | 47° 17′ 40″ N, 1° 23′ 30″ O |       |
| Fontaine du Pied-Boulet                          | Angers            | Maine-et-Loire   | PA00108881            | Classé     | 1965 | 47° 28′ 19″ N, 0° 33′ 24″ O |       |
| Fontaine de Saint-Tugal                          | Laval             | Mayenne          | PA00109533            | Inscrit    | 1930 | 48° 04′ 10″ N, 0° 46′ 27″ O |       |
| Fontaine des Trois Croix                         | Laval             | Mayenne          | PA00109534            | Inscrit    | 1929 | 48° 03′ 55″ N, 0° 46′ 11″ O |       |
| Fontaine de la place des Quatre-Docteurs-Bucquet | Laval             | Mayenne          | PA00109532 IA53000404 | Inscrit    | 1930 | 48° 04′ 01″ N, 0° 46′ 13″ O |       |
| Fontaine Saint-Martin                            | Laval             | Mayenne          | PA00109535            | Inscrit    | 1930 | 48° 04′ 16″ N, 0° 46′ 43″ O |       |
| Fontaine Carnot                                  | La Ferté-Bernard  | Sarthe           | PA00109996            | Inscrit    | 1989 | 48° 11′ 08″ N, 0° 39′ 12″ E |       |
| Fontaine des Quatre-Tias                         | Fontenay-le-Comte | Vendée           | PA00110099            | Inscrit    | 1926 | 46° 28′ 06″ N, 0° 48′ 17″ O |       |